# Apocopis burmanica
Apocopis burmanica är en gräsart som beskrevs av V. Narayanaswami och Norman Loftus Bor. Apocopis burmanica ingår i släktet Apocopis och familjen gräs. Inga underarter finns listade i Catalogue of Life.